# CD Cargo Poland
CD Cargo Poland Sp. z o.o., do 2017 Koleje Czeskie Sp. z o.o. – polski przewoźnik kolejowy, spółka należąca do czeskiego przedsiębiorstwa ČD Cargo a.s.

## Opis
Spółka powstała w 2006 roku jako spółka-córka czeskiego narodowego przewoźnika kolejowego České dráhy. W 2009 przedsiębiorstwo uzyskało licencję na prowadzenie przewozów towarowych na terenie Polski.
Koleje Czeskie wykorzystują jako tabor elektrowozy serii 130 i serii 163. Świadczą usługi przede wszystkim w zakresie przewozu ładunków masowych węgla kamiennego oraz złomu.